# Raquetebol nos Jogos Pan-Americanos de 2023 - Equipes femininas
O torneio por equipes femininas do raquetebol nos Jogos Pan-Americanos de 2023 foi disputado entre 24 e 26 de outubro de 2023 no Centro Esportivo de Raquetes, localizado no cluster do Estádio Nacional. Um total de 24 competidoras de 11 Comitês Olímpicos Nacionais (CON) participaram do evento.

## Calendário
Horário local (UTC−3).
| Data          | Hora  | Fase             |
| ------------- | ----- | ---------------- |
| 24 de outubro | 17:00 | Oitavas de final |
| 25 de outubro | 10:45 | Quartas de final |
| 25 de outubro | 16:00 | Semifinal        |
| 26 de outubro | 11:00 | Final            |

## Medalhistas
|  | MEX México                                        |  | ARG Argentina                    |  | USA Estados Unidos         |  | EAI Equipe de Atletas Independentes     |
|  | Paola Longoria Montserrat Mejía Alexandra Herrera |  | Natalia Méndez María José Vargas |  | Erika Manilla Michelle Key |  | Gabriela Martínez María Renée Rodríguez |

## Resultados
As oitavas de final foram realizadas em 24 de outubro, as quartas e semifinais em 25 de outubro e a final ocorreu em 26 de outubro de 2023. As perdedoras das semifinais garantiram automaticamente as medalhas de bronze.
|  | Oitavas de final         | Oitavas de final         | Oitavas de final |  |  | Quartas de final                    | Quartas de final                    | Quartas de final   |   |                                     | Semifinal                           | Semifinal  | Semifinal |  |  | Final | Final | Final |
|  |                          |                          |                  |  |  |                                     |                                     |                    |   |                                     |                                     |            |           |  |  |       |       |       |
|  |                          |                          |                  |  |  |                                     |                                     |                    |   |                                     |                                     |            |           |  |  |       |       |       |
|  |                          |                          |                  |  |  | MEX México                          | MEX México                          | 2                  |   |                                     |                                     |            |           |  |  |       |       |       |
|  | CAN Canadá               | CAN Canadá               | 2                |  |  | CAN Canadá                          | CAN Canadá                          | 0                  |   |                                     |                                     |            |           |  |  |       |       |       |
|  | CHI Chile                | CHI Chile                | 1                |  |  |                                     |                                     |                    |   | MEX México                          | MEX México                          | 2          |           |  |  |       |       |       |
|  |                          |                          |                  |  |  |                                     | USA Estados Unidos                  | USA Estados Unidos | 0 |                                     |                                     |            |           |  |  |       |       |       |
|  |                          |                          |                  |  |  | USA Estados Unidos                  | USA Estados Unidos                  | 2                  |   |                                     |                                     |            |           |  |  |       |       |       |
|  |                          |                          |                  |  |  | BOL Bolívia                         | BOL Bolívia                         | 0                  |   |                                     |                                     |            |           |  |  |       |       |       |
|  |                          |                          |                  |  |  |                                     |                                     |                    |   |                                     | MEX México                          | MEX México | 2         |  |  |       |       |       |
|  |                          |                          |                  |  |  |                                     | ARG Argentina                       | ARG Argentina      | 1 |                                     |                                     |            |           |  |  |       |       |       |
|  |                          |                          |                  |  |  | EAI Equipe de Atletas Independentes | EAI Equipe de Atletas Independentes | 2                  |   |                                     |                                     |            |           |  |  |       |       |       |
|  | CUB Cuba                 | CUB Cuba                 | 0                |  |  | CRC Costa Rica                      | CRC Costa Rica                      | 1                  |   |                                     |                                     |            |           |  |  |       |       |       |
|  | CRC Costa Rica           | CRC Costa Rica           | 2                |  |  |                                     |                                     |                    |   | EAI Equipe de Atletas Independentes | EAI Equipe de Atletas Independentes | 0          |           |  |  |       |       |       |
|  | ECU Equador              | ECU Equador              | 1                |  |  |                                     | ARG Argentina                       | ARG Argentina      | 2 |                                     |                                     |            |           |  |  |       |       |       |
|  | DOM República Dominicana | DOM República Dominicana | 2                |  |  | DOM República Dominicana            | DOM República Dominicana            | 0                  |   |                                     |                                     |            |           |  |  |       |       |       |
|  |                          |                          |                  |  |  | ARG Argentina                       | ARG Argentina                       | 2                  |   |                                     |                                     |            |           |  |  |       |       |       |
|  |                          |                          |                  |  |  |                                     |                                     |                    |   |                                     |                                     |            |           |  |  |       |       |       |

### Oitavas de final
| 24 de outubro 17:00 Relatório | Cuba CUB | 0 – 2 | CRC Costa Rica |  |

|                               | Partidas individuais          |       |                               |                  |
| Samira Ferrer / Kylie Larduet | Samira Ferrer / Kylie Larduet | 0 – 3 | Maricruz Ortiz / Jimena Gómez | 1–11, 2–11, 1–11 |
| Kylie Larduet                 | Kylie Larduet                 | 0 – 3 | Maricruz Ortiz                | 0–11, 0–11, 3–11 |
|                               |                               |       |                               |                  |
|                               |                               |       |                               |                  |
|                               |                               |       |                               |                  |

| 24 de outubro 17:00 Relatório | Equador ECU | 1 – 2 | DOM República Dominicana |  |

|                                       | Partidas individuais                  |       |                                       |                         |
| Verónica Sotomayor / María José Muñoz | Verónica Sotomayor / María José Muñoz | 1 – 3 | María Céspedes / Merynanyelly Delgado | 6–11, 11–9, 10–12, 9–11 |
| Verónica Sotomayor                    | Verónica Sotomayor                    | 3 – 0 | María Céspedes                        | 11–3, 11–3, 11–4        |
| María José Muñoz                      | María José Muñoz                      | 1 – 3 | Merynanyelly Delgado                  | 8–11, 12–10, 4–11, 4–11 |
|                                       |                                       |       |                                       |                         |
|                                       |                                       |       |                                       |                         |

| 24 de outubro 17:00 Relatório | Canadá CAN | 2 – 1 | CHI Chile |  |

|                                         | Partidas individuais                    |       |                              |                  |
| Frédérique Lambert / Michèle Morissette | Frédérique Lambert / Michèle Morissette | 3 – 0 | Carla Muñoz / Paula Mansilla | 11–8, 11–8, 11–8 |
| Michèle Morissette                      | Michèle Morissette                      | 0 – 3 | Carla Muñoz                  | 5–11, 6–11, 8–11 |
| Frédérique Lambert                      | Frédérique Lambert                      | 3 – 0 | Paula Mansilla               | 11–9, 11–4, 11–8 |
|                                         |                                         |       |                              |                  |
|                                         |                                         |       |                              |                  |

### Quartas de final
| 25 de outubro 10:45 Relatório | México MEX | 2 – 0 | CAN Canadá |  |

|                  | Partidas individuais |       |                    |                               |
| Montserrat Mejía | Montserrat Mejía     | 3 – 0 | Michèle Morissette | 11–0, 11–5, 11–4              |
| Paola Longoria   | Paola Longoria       | 3 – 2 | Frédérique Lambert | 7–11, 11–7, 11–4, 10–12, 11–3 |
|                  |                      |       |                    |                               |
|                  |                      |       |                    |                               |
|                  |                      |       |                    |                               |

| 25 de outubro 10:45 Relatório | Estados Unidos USA | 2 – 0 | BOL Bolívia |  |

|               | Partidas individuais |       |                  |                              |
| Michelle Key  | Michelle Key         | 3 – 2 | Angélica Barrios | 11–5, 4–11, 4–11, 11–9, 11–6 |
| Erika Manilla | Erika Manilla        | 3 – 0 | Yazmine Sabja    | 11–7, 11–4, 11–3             |
|               |                      |       |                  |                              |
|               |                      |       |                  |                              |
|               |                      |       |                  |                              |

| 25 de outubro 10:45 Relatório | Equipe de Atletas Independentes EAI | 2 – 1 | CRC Costa Rica |  |

|                                           | Partidas individuais                      |       |                               |                   |
| María Renée Rodríguez                     | María Renée Rodríguez                     | 0 – 3 | Maricruz Ortiz                | 10–12, 7–11, 8–11 |
| Gabriela Martínez                         | Gabriela Martínez                         | 3 – 0 | Jimena Gómez                  | 11–2, 11–1, 11–2  |
| Gabriela Martínez / María Renée Rodríguez | Gabriela Martínez / María Renée Rodríguez | 3 – 0 | Maricruz Ortiz / Jimena Gómez | 11–6, 11–7, 11–5  |
|                                           |                                           |       |                               |                   |
|                                           |                                           |       |                               |                   |

| 25 de outubro 10:45 Relatório | República Dominicana DOM | 0 – 2 | ARG Argentina |  |

|                      | Partidas individuais |       |                   |                  |
| María Céspedes       | María Céspedes       | 0 – 3 | María José Vargas | 8–11, 3–11, 4–11 |
| Merynanyelly Delgado | Merynanyelly Delgado | 0 – 3 | Natalia Méndez    | 0–11, 9–11, 3–11 |
|                      |                      |       |                   |                  |
|                      |                      |       |                   |                  |
|                      |                      |       |                   |                  |

### Semifinal
| 25 de outubro 16:00 Relatório | México MEX | 2 – 0 | USA Estados Unidos |  |

|                                      | Partidas individuais                 |       |                              |                        |
| Montserrat Mejía                     | Montserrat Mejía                     | 3 – 0 | Michelle Key                 | 11–8, 11–8, 11–4       |
| Alexandra Herrera / Montserrat Mejía | Alexandra Herrera / Montserrat Mejía | 3 – 1 | Erika Manilla / Michelle Key | 5–11, 11–8, 11–8, 11–8 |
|                                      |                                      |       |                              |                        |
|                                      |                                      |       |                              |                        |
|                                      |                                      |       |                              |                        |

| 25 de outubro 16:00 Relatório | Equipe de Atletas Independentes EAI | 0 – 2 | ARG Argentina |  |

|                                           | Partidas individuais                      |       |                                    |                  |
| María Renée Rodríguez                     | María Renée Rodríguez                     | 0 – 3 | María José Vargas                  | 9–11, 7–11, 6–11 |
| Gabriela Martínez / María Renée Rodríguez | Gabriela Martínez / María Renée Rodríguez | 0 – 3 | Natalia Méndez / María José Vargas | 9–11, 9–11, 8–11 |
|                                           |                                           |       |                                    |                  |
|                                           |                                           |       |                                    |                  |
|                                           |                                           |       |                                    |                  |

### Final
| 26 de outubro 11:00 Relatório | México MEX | 2 – 1 | ARG Argentina |  |

|                                      | Partidas individuais                 |       |                                    |                   |
| Montserrat Mejía                     | Montserrat Mejía                     | 0 – 3 | María José Vargas                  | 5–11, 9–11, 9–11  |
| Paola Longoria                       | Paola Longoria                       | 3 – 0 | Natalia Méndez                     | 11–6, 11–7, 11–9  |
| Montserrat Mejía / Alexandra Herrera | Montserrat Mejía / Alexandra Herrera | 3 – 0 | Natalia Méndez / María José Vargas | 14–12, 11–7, 11–5 |
|                                      |                                      |       |                                    |                   |
|                                      |                                      |       |                                    |                   |